# Грегурич, Франьо
Франьо Грегурич (хорв. Franjo Gregurić; род. 12 октября 1939, Лобор, Хорватское Загорье, Королевство Югославия, ныне Хорватия) — хорватский политический деятель, бывший председатель Правительства Хорватии с июля 1991 по сентябрь 1992 года.

## Биография
Родился в селе Лобор, в хорватском крае Загорье.

### Образование и карьера
Учился в Загребе в средней общеобразовательной школе с техническим уклоном, а затем на техническом факультете Загребского университета. Его трудовая биография связана с химическими заводами «Радон», в Сисаке, и «Хромос», что в Загребе, где он поднялся по службе до должности технического директора. Затем Грегурич занимал высокую руководящую должность в крупной Загребский государственной компании «Астра», которая занималась экспортом в Советский Союз, поэтому он некоторое время он проработал в Москве.

### Политическая деятельность
На первых демократических выборах 1990 года Франьо Грегурич пришел в политику как член Хорватского демократического союза. Во втором хорватском правительстве в 1990 году он был вице-премьером. 17 июля 1991 года президентом Франьо Туджманом был назначен на пост премьер-министра.
Когда он вступил в должность, Хорватия была в очень тяжёлом положении. Хотя 25 июня 1991 года она приняла «Акт о суверенитете и независимости», но отложила дальнейшие международно-правовые шаги на этом пути по причине трёхмесячного моратория на выход из Югославии, установленного при посредничестве Европейского сообщества, и, таким образом, ещё не стала международно признанным независимым государством. В отличие от Словении, в Хорватии отсутствовала необходимая военная инфраструктура. Уже через несколько недель, после нескольких катастрофических неудач и неопытности хорватского войска, в правительство вошли и члены других политических партий, представленных в хорватском парламенте (за исключением Хорватской партии права).
В период работы этого правительства, позднее названного «правительством национального единства», Хорватия окончательно стала самостоятельным государством (Постановление Парламента от 8 октября 1991 г.), после заключённого под эгидой ООН перемирия 3 января 1992 года по всей территории Хорватии прекратились крупномасштабные боевые действия, а 15 января 1992 года она была признана международным сообществом. Это приветствовалось как большое достижение правительства Грегурича, тогда как сам Грегурич получил известность благодаря своим мягким манерам и управленческим навыкам. Кабинет министров часто воспринимался как яркий пример национального единства в трудной ситуации. Однако эти достижения следует воспринимать в соответствующем контексте. Внешняя политика находилась в руках Франьо Туджмана, тогда как оборона сосредоточивалась в руках Гойко Шушака и военных должностных лиц, подотчетных только президенту. Это давало Грегуричу время на более приземленные задачи, такие как выпуск первой валюты Хорватии, создание Хорватского управления воздушным движением и других учреждений, ранее находившихся в ведении федеральной югославской власти.
Но уже в феврале 1992 года, когда война общественностью стала восприниматься как законченная, а на горизонте загорелись перспективы новых выборов, Правительство национального единства дало сбой. Во-первых, его покинул председатель ХСЛП Дражен Будиша, сопровождая отставку националистическимизаявлениями по отношению к автономии для сербов в Хорватии. Примеру Будиши последовали представители других партий, кроме ХДС. К концу своего срока полномочий министерские должности правительства Грегурича были повторно заполнены представителями ХДС.
На парламентских выборах 1992 года Грегурича избрали депутатом Сабора от партии ХДС, в которой он и оставался.
Позже, с 1993 по 2000 год, Грегурич занимал должность председателя Объединения хорватских пожарных.
В мае 2010 года Грегурич назначается председателем наблюдательного совета в хорватской строительной акционерной компании Institut IGH.

## Награды
- Орден Короля Петара Крешимира IV (28 мая 1995 года)[5]
- Орден Утренней звезды Хорватии с ликом Блажа Лорковича (28 мая 1995 года)[6]
- Орден «За заслуги» I степени (24 мая 2007 года, Украина) — за весомый личный вклад в становление и развитие украинско-хорватского сотрудничества и по случаю 15-й годовщины установления дипломатических отношений между Украиной и Республикой Хорватия[7].